# 抗日战争第六战区
抗日战争第六戰區是指中国抗日战争时期，中華民國國民政府因應戰爭形勢，與日軍作戰的戰區之一。1937年设立，实际未能正式组建。1939年设立不久，便归入抗日战争第九战区。直到1940年才为屏障拱卫重庆稳定下来。

## 1937年
1937年9月17日，軍事委員會劃津浦路北段為第六戰區，以馮玉祥為司令長官，任命意外遭到西北軍將領反對，使戰區遲遲未能籌建。因此於1938年2月正式撤銷。

## 1939年以後
1939年10月，为防禦日軍進攻湘西，再次設立第六戰區，陳誠為司令長官。战区参谋处处长戴朴。
敵後戰場建制游擊總指揮、挺進軍:409-410。
第一次長沙會戰後，商震代任司令長官。
1940年4月併入第九戰區。06月，宜昌失陷。07月1日，第三次設立第六戰區，轄區為：鄂西、鄂中、鄂南、湘北及湘西、川東、黔東，陳誠為司令長官。
1943年2月，陳誠轉任遠征軍司令，孫連仲代任第六戰區司令長官。

## 1944年
- 司令長官：孫連仲
- 作戰區域：湖北西部
- 長江上游江防軍總司令吳奇偉
  - 第10集團軍：王敬久
  - 第26集團軍：宋肯堂
  - 第33集團軍：馮治安
- 直屬暨特種部隊

## 1945年
1945年9月17日由恩施移驻武汉，主持武汉地区及湖北全省的对日受降与接收工作。1945年9月13日訂定之受降計劃。9月15日， 该部所属第十集团军第六十六军先行进入汉口、汉阳，第九十二军进驻武昌，担任武汉三镇及其周围地区之警备任务。第六战区驻武汉期间司令长官为孙蔚如，副长官为王东原、郭忏(兼参谋长）、陈继承，王陵基、周嵒。 9月18日，该部司令长官在汉口中山公园主持受降典礼，接 受武汉地区日军的投降。在受降接收工作中，该部拒绝新四军第五师参加，并成立第六战区接管日方物资委员会(驻汉口庆平里6号），垄断对日伪物资的接收，大量收编伪军补充地方保安团队和正规军。
- 司令部驻球场街上智中学(今市第六中学）
- 政治部驻汉口中山路，政治部主任鲁宗敬
- 军法执行监部驻汉口统一街32号，军法监冯嶷
- 第六战区兵站总监部，总监刘翼峰。1945年9月第六战区兵站总监部由恩施移驻武汉，驻汉口 江汉路2号，负责第六战区辖区内部队的后勤补给。总监刘翼峰。 下辖兵站分监部3个，兵站支部8个，甲分站24个，乙分站19个， 粮库29个，军械库26个。1946年1月奉命改组为后方勤务总司令部第二补给区湖北供应局，驻江汉路2号,负责湖北省区内部队的后勤补给。局长先后为刘翼峰、袁景凡。
- 特种汇报秘书处驻汉口昌年里特1号,处长张家驹
- 炮兵指挥部驻中山路积庆里，指挥官刘倚衡。
- 第十集团军 总司令王敬久
  - 第十八军 军长胡琏。1945年10月底由湖南岳阳进驻武汉地区，至1946年6月担任武汉警备工作。军部驻武昌旧督军署(今武昌造船厂），下辖第十一、十八、 八3个师，分驻咸宁、孝感、黄陂。
  - 第六十六军 军长宋瑞珂。1945年9月15日至10月底驻汉口。军部及军直 属队驻汉口璇宫饭店及日伪市政府附近；第一九九师驻硚口，担任硚口地区及汉阳警备任务;第一八五师师部驻汉口一元路,该师第五五五团担任六渡桥至旧日租界之间地区警备工作，该师第五五三团驻汉口姑嫂树，第五五四团驻汉口刘家庙、谌家矶。10月，该军推进至河南信阳地区，包围新四军第五师。
  - 第九十二军 军长侯镜如。1945年9月15日至10月驻武昌。军部驻武昌紫 阳湖烈士祠，直属部队驻起义门附近，第一四二师驻金口，第五十六师驻咸宁，第二十一师驻武昌司门口。10月，全军空运至北平， 担任北平警备任务，并抢占战略要点。
- 第二十六集团军 总司令周喦
  - 第三十二军 军长唐永良，由宜昌调防保定
  - 第七十五军 军长柳际明
  - 第七十六军 军长廖昂
- 第三十三集团军 总司令冯治安
  - 第五十九军 军长刘振三
    - 第38师师长李九思
    - 第180师师长董升堂
    - 暂53师 师长翟紫封
    - 炮兵团 团长叶会西

  - 第七十七军 军长何基沣
    - 第37师 师长吉星文
    - 第132师 师长王长海
    - 第179师 师长许长林

- 第六战区军官总队：1945年7月1日组建于鄂西建始，收训整军编余的军官，11月迁驻汉阳蔡甸。1946年1月改隶军政部，称军政部第八军官总队，5月更名为中央训练团第八军官总队。其任务为训练编余军官及自新、无职军官，使其转业安置或重任军职。 总队辖11个大队，军官515人，兵士1410人。从将官到准尉的学员各期累计12964人。1947年元月底，第八军官总队撤销，尚未处理与安置的学员有1865人，并入湖北金口第七军官总队。

1946年2月，该部奉命撤销，改为武汉行营。

## 合併
1945年底，合併入武漢行轅。